# 世良田良仲
世良田 良仲（せらた りょうちゅう、? ～ 明治2年（1869年））は日本の医師。腹を切った医者。産科医として名があった。

## 経歴
家は代々会見郡石井村（成実村、現米子市）の村医者で、米子の荒尾家にも仕えていた名家でもあった。
誤診であったかどうか判らないが、患家に「この青二才」と面責され医師の面目なしと恥じて割腹自殺したといわれる。「何も誤診ではなかったのだ。死ななくても良かったのに」とは近隣の医師の後の話であった。
墓は石井にあり、墓表の戒名には「心篤軒脱解劒居士」とある。
その良仲子の賢秀も医師となって石井で開業していたが、何時頃か明らかでないが北海道に移り医業をしていたという。

## 系譜
世良田家（鳥取県米子市石井）
会見郡石井村（成実村、現米子市）の世良田家は代々産婦人科の在医師として有名であった。しかし記録は全くなく、僅かに墓碑がその地に残されているに過ぎない。その墓碑の古いものから挙げると、
｢田用良瑞居士｣天明二年七月七日。
「天明浄明居士」文政八年九月。
｢学峯文堂居士｣文政十二年三月五日。
「世良田院徳翁言仲居士」元治元年八月十四日。
「心篤軒脱解劒居士」明治二年二月六日。
「浩徳院才学賢秀居士」明治四十二年四月二十一日。
の墓碑があって、明らかに医師であったと遺族の者のいうのに「世良田院」以降の三名である。
```
　　　　　　　　┏賢秀
良仲━━良仲━━┫
　　　　　　　　┗某━━長三郎━━寿一━━良吉

　　　　　　　　   春耕
　　　　　　　　　┣━━豊茂
　　　福山旦海━━     娘  きん（陶山家へ嫁ぐ）ー唯雄

```